# 乌拉尔沙蜥
乌拉尔沙蜥（学名：Phrynocephalus guttatus）为鬣蜥科沙蜥属的爬行动物。分布于蒙古、哈萨克斯坦、乌克兰、白俄罗斯、俄罗斯，一般生活于伊犁河中下游的荒漠裸露区段或植被稀疏的沙地。该物种的模式产地在乌拉尔。

## 亚种
- 乌拉尔沙蜥指名亚种 P. g. guttatus
- 乌拉尔沙蜥黑腹亚种 P. g. melanurus，现已提升为种：黑腹沙蜥(P. melanurus)[2]
- 乌拉尔沙蜥伊犁亚种 P. g. alpherakii，现已提升为种：伊犁沙蜥(P. alpherakii)[2]